# Patty Farchetto
Patrizia Farchetto, detta Patty (Fossano, 21 maggio ...), è una conduttrice radiofonica italiana.
Legata per lungo tempo a Radio Monte Carlo, è stata una delle voci simbolo dell'emittente insieme ad altri conduttori come Luisella Berrino, Herbert Pagani, Awanagana e Roberto Arnaldi.

## Biografia
Entrata nel 1985 a Radio Monte Carlo, grazie alla sua conoscenza delle lingue inglese e francese ha curato le interviste e seguito i tour degli artisti internazionali per l'emittente monegasca, interfacciandosi con noti cantanti come George Michael, Mariah Carey, Celine Dion, Taylor Swift e i Duran Duran.
Dopo una parentesi a Radio 105 all'inizio degli anni novanta, è tornata in pianta stabile nella radio del Principato di Monaco dove ha per lungo tempo animato la fascia del primo pomeriggio. Fra i programmi da lei condotti, Monte Carlo in the Music, al fianco di Dario Desi e Stefano Bragatto. Nell'estate del 2017, dopo un anno di assenza dalla radio, è tornata per un breve periodo in onda su Radio Montecarlo nella fascia pomeridiana del fine settimana.